# 李豫 (崇禎進士)
李豫（1610年2月23日—1644年），字伯和，號建侯，河南開封府許州郾城縣人，明朝政治人物。

## 生平
李豫有孝順名聲，天啟七年（1627年）中舉人，崇禎七年（1634年）成進士，吏部觀政，獲授刑部貴州司主事，分發千斤鹽、五百張席給囚犯，次年升任江西司員外郎，到山東恤刑，在當地釋放疑獄；十一年（1638年）擢官浙江道監察御史，上疏時事三十五道有名聲，不久巡視東城、巡按山西，因為忤逆權臣而於十三年（1640年）外任陝西右參議，改西寧道副使。
同年郾城饑荒，李豫拿出穀三百石、錢二百千賑濟，明年（1641年）拿出麥三百石、錦衣五百，救活不少平民，同時捐出一千五百金協助改造縣城為磚牆，讓守役人賴以守城。十六年（1643年）他歸里葬親，在黃連城暫居，得知李自成攻陷北京、崇禎帝自縊，他絕食而死，南明朝廷追贈太常寺卿，入祀鄉賢祠。

## 引用
1. 1 2  民國《郾城縣記·卷二十一·稽舊篇四》：李豫，字伯和，號建侯，以孝聞。登崇禎甲戌進士，初授刑部主事，以鹽千斤席五百予囚，簡䘏山東多釋疑獄；擢浙江御史，論時事至三十五疏，聲大振，巡按山西，忤當事左遷西寧道副使。十三年郾城饑，以穀三百石、錢二百千濟饑者，明年又散麥三百石、錦衣五百，全活甚眾，捐千五百金助改造縣城為塼之，役人賴以守。癸未年歸里葬親，居黃連城，聞李自成陷京師、莊烈帝崩，不食而卒，祀鄉賢。
2. ↑  民國《郾城縣記·卷十四·科目篇》：（天啟）七年丁卯（舉人） 李豫……（崇禎）十年丁丑【七年甲戌】（進士） 李豫
3. ↑  《崇禎七年甲戌科進士三代履歷》：李豫，曾祖迪吉；祖化龍，廪生；父充愚，廪生。伯和，易一房，庚戌年二月初二日生，開封府郾城县人，丁卯鄉試八十四名，會一百七十三名，二甲十七名，吏部觀政，七月授刑部貴州司主事，乙亥升江西司員外，山東恤刑，戊寅改浙江道御史，巡視東城，本年山西巡按，庚辰升陝西右參議。癸未考察。
4. ↑  錢海岳《南明史·卷一百一·列傳第七十七》：李豫，字伯和，郾城人。崇禎七年進士。歷刑部主事，浙江道御史，巡按山西，謫西寧副使，歸。不食死。贈太嘗卿。